# Braz (basquetebolista)
João Francisco Braz (São Paulo, 25 de novembro de 1920 – , 11 de setembro de 1996) foi um jogador brasileiro de basquetebol.
Representou o país nos Jogos Olímpicos de Verão de 1948, em Londres, no Reino Unido. Braz integrou a equipe que conquistou a medalha de bronze, a primeira em esportes coletivos para o Brasil em uma Olimpíada.